# An der Unstrut
An der Unstrut ist ein DDR-Dokumentarfilm über das Leben in und um den Ort Memleben im Tal der Unstrut.

## Inhalt
Der Film ist geprägt von langen Landschaftsaufnahmen aus dem Unstruttal, unterlegt von der Musik Johann Sebastian Bachs und der Stimme des Schauspielers Rolf Hoppe, der die Bilder kommentiert und passende Texte von Friedrich Hölderlin, Willibald Alexis, Johannes Bobrowski und Wladimir Majakowski rezitiert. Gezeigt werden die Schönheit der Natur, aber auch die Umformungen der Landschaft durch Landwirtschaft, Industrie und Bergbau, zum Beispiel durch die Abraumhalde des Kalischachts „Heinrich Rau“, einem der wichtigsten Arbeitgeber der Gegend.
Der Film geht kurz auf die Geschichte Memlebens als Ort der Kaiserpfalz ein und zeigt die dortige Klosterruine sowie die Burg Wendelstein. Danach werden verschiedene Bewohner vorgestellt, unter anderem ein Schäfer und die Naturschutzbeauftragte. Die drei jungen Männer Maik, Ingo und Olaf werden bei ihrer Arbeit über und unter Tage gezeigt und zu ihren Zukunftsplänen befragt.

## Produktion
Der Film wurde 1985 vom DEFA-Studio für Dokumentarfilme produziert und ab dem 30. Mai 1986 gezeigt.